# ويبومتريكس
يحاول علم القياسات الإلكترونية (ويعرف أيضًا باسم القياسات السيبرانية ) قياس استخدام شبكة الويب العالمية للحصول على معلومات حول عدد وأنواع الروابط التشعبية، وبنية شبكة الويب العالمية واستخدام الأنماط. وفقًا لـ Björneborn و Ingwersen، فإن تعريف علم قياس الويب هو "دراسة الجوانب الكمية لبناء واستخدام موارد المعلومات والهياكل والتقنيات على الويب بالاستعانة بأساليب القياس الببليومتري والمعلوماتي."  صاغ مصطلحقياس الويب لأول مرة Almind و Ingwersen (1997). ثمة تعريف ثانٍ لقياس الويب أيضًا، وهو "دراسة المحتوى المستند إلى الويب باستخدام أساليب كمية في المقام الأول لأهداف البحث في العلوم الاجتماعية باستخدام تقنيات غير محددة لمجال دراسة واحد"،  والذي يؤكد على تطوير الأساليب التطبيقية للاستخدام في العلوم الاجتماعية الأوسع. وكان الغرض من هذا التعريف البديل هو المساعدة في نشر الأساليب المناسبة خارج مجال علم المعلومات بدلاً من استبدال التعريف الأصلي داخل علم المعلومات.
المجالات العلمية المشابهة هي: القياسات الببليومترية، وعلم المعلومات، والقياسات العلمية، والإثنوغرافيا الافتراضية، والتنقيب في البيانات.

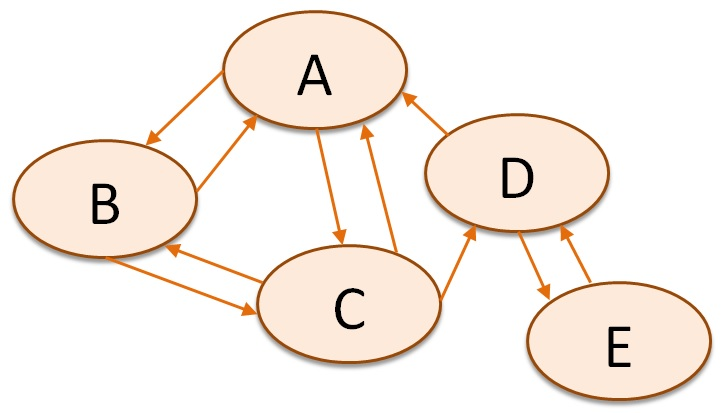
العلاقة البيانية القائمة على الموقع. أخذت الفكرة من ورقة بحثية بعنوان "تكلفة إنشاء جهاز اتصال عبر الويب مشكلة المشاركة كلعبة تعاونية"

يعتبر "عامل تأثير الويب" (WIF) الذي قدمه إنغويرسن (1998) أحد المقاييس المباشرة نسبياً. يمكن تعريف مقياس WIF على أنه عدد صفحات الويب في موقع ويب تتلقى روابط من مواقع ويب أخرى، مقسومًا على عدد صفحات الويب المنشورة في الموقع والتي يمكن الوصول إليها بواسطة برنامج الزاحف. ومع ذلك، فقد تعرض استخدام WIF للتجاهل بسبب المعطيات الرياضية المستمدة من توزيعات قانون القوة لهذه المتغيرات. وقد ثبت أن المؤشرات الأخرى المماثلة التي تستخدم حجم المؤسسة بدلاً من عدد صفحات الويب أكثر فائدة.